# Mélodie Daoust
Mélodie Daoust (Salaberry-de-Valleyfield, 7 gennaio 1992) è una hockeista su ghiaccio canadese.
Ha vinto la medaglia d'oro olimpica alle Olimpiadi invernali 2014 svoltesi a Soči (Russia), conquistando con la sua nazionale il torneo femminile di hockey su ghiaccio e anche la medaglia d'argento nel torneo femminile alle Olimpiadi invernali 2018 di Pyeongchang.
Ha vinto anche il campionato mondiale di hockey su ghiaccio femminile Under-18 2010.